# The Lost Vikings
The Lost Vikings is een platformspel uit 1993. Het is een denkspel en adventure, dat oorspronkelijk voor de Amiga is geproduceerd, door Blizzard Entertainment (toen nog bekend als Silicon & Synapse).
De belangrijkste personages in The Lost Vikings zijn drie Vikingen genaamd Erik the Swift, Baleog the Fierce en Olaf the Stout. Het doel van het spel is om alle Vikings veilig door elk level te loodsen.
In dit spel kan er met alle drie de personages gespeeld worden. Daarbij zijn ook alle specifieke mogelijkheden van de verschillende personages nodig om elkaar veilig het level door te helpen. Zo heeft Erik the Swift de mogelijkheid om hard te lopen en te springen, Olaf the Stout een schild waarachter gescholen kan worden en waar hij mee naar beneden kan zweven, en Baleog the Fierce een zwaard en een pijl-en-boog om mee te vechten. De vrouw die de drie personages terughaalt nadat deze gestorven zijn (wanneer een level dus niet gehaald is) heeft later in het spel World of Warcraft van Blizzard Entertainment als voorbeeld gediend voor de vrouwelijke geest die een personages zijn leven teruggeeft nadat deze gestorven is in het spel.

## Platforms
| Jaar | Platform                    |
| ---- | --------------------------- |
| 1993 | SNES                        |
| 1993 | Amiga, DOS, Sega Mega Drive |
| 1994 | Amiga CD32                  |
| 2003 | Game Boy Advance            |
| 2014 | Windows                     |

## Ontvangst
| Beoordeeld door      | Jaar | Platform         | Score |
| -------------------- | ---- | ---------------- | ----- |
| Total! (Duitsland)   | 1993 | SNES             | 95%   |
| Player One           | 1994 | Sega Mega Drive  | 92%   |
| GamePro (US)         | 1994 | Sega Mega Drive  | 90%   |
| Amiga Joker          | 1993 | Amiga            | 85%   |
| Power Play           | 1993 | SNES             | 81%   |
| VicioJuegos.com      | 2014 | Game Boy Advance | 80%   |
| Jeuxvideo.com        | 2010 | DOS              | 80%   |
| Jeuxvideo.com        | 2010 | Sega Mega Drive  | 80%   |
| Super Play           | 2003 | Game Boy Advance | 60%   |
| Svenska Hemdatornytt | 1993 | SNES             | 40%   |

## Trivia
- Het spel is opgenomen in het boek 1001 Video Games You Must Play Before You Die van Tony Mott.